# 前田正実
前田 正実（まえだ まさみ、1892年11月10日 - 1953年7月8日）は、日本の陸軍軍人。最終階級は陸軍中将。

## 経歴
前田正隆・陸軍大尉の長男として岐阜で生まれる。京都一中、大阪陸軍地方幼年学校、中央幼年学校を経て、1913年（大正2年）5月、陸軍士官学校（25期）を卒業。同年12月、工兵少尉に任官し工兵第15大隊付となる。1916年（大正5年）5月、陸軍砲工学校高等科（25期）を優等で卒業。陸地測量部員などを経て、1922年（大正11年）11月、陸軍大学校（34期）を卒業。
1922年12月、工兵第15大隊中隊長となり、参謀本部付勤務、参謀本部員などを歴任し、1925年（大正14年）5月から1928年（昭和3年）12月までフィリピンに潜入。1928年8月、工兵少佐に昇進し、同年12月、鉄道第1連隊付となる。以後、ドイツ出張、陸軍省軍務局付、軍務局課員、参謀本部員を経て、1932年（昭和7年）6月、陸相秘書官となり荒木貞夫陸軍大臣に仕えた。
1934年（昭和9年）4月、陸軍兵器本廠付となり、陸軍工兵学校教官、第3師団留守参謀、工兵第1大隊長を歴任し、1936年（昭和11年）8月、工兵大佐に進級。1937年（昭和12年）7月、関東軍司令部付（築城別班長）となり、第3軍参謀を経て同参謀長に就任し、1939年（昭和14年）3月、陸軍少将に進んだ。
1940年（昭和15年）3月、第13軍司令部付となり上海特務機関長として日中戦争に出動。1941年（昭和16年）1月、第13軍参謀長に転じ、台湾軍司令部付を経て、同年11月、陸軍中将に昇進。同時に第14軍参謀長となり、フィリピンの戦いに従軍するが、バターン半島での拙戦を理由に、1942年（昭和17年）2月、西部軍司令部付とされ、同年12月、予備役に編入された。
1947年（昭和22年）11月28日、公職追放仮指定を受けた。

## 親族
- 祖父 前田雅楽（十津川郷士）
- 妻 前田ツル（藤波元雄の娘）
- 養子 前田正男（衆議院議員、前田勇陸軍大佐男爵の息子）